# الطريق السريع 90 (إسرائيل)

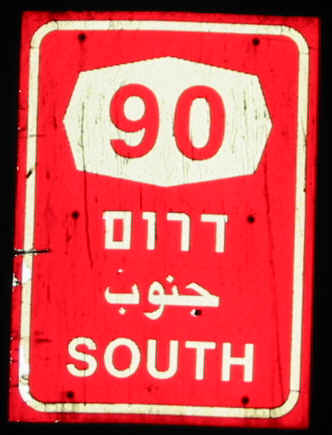
إشارة طريق 90 المتجه جنوباً

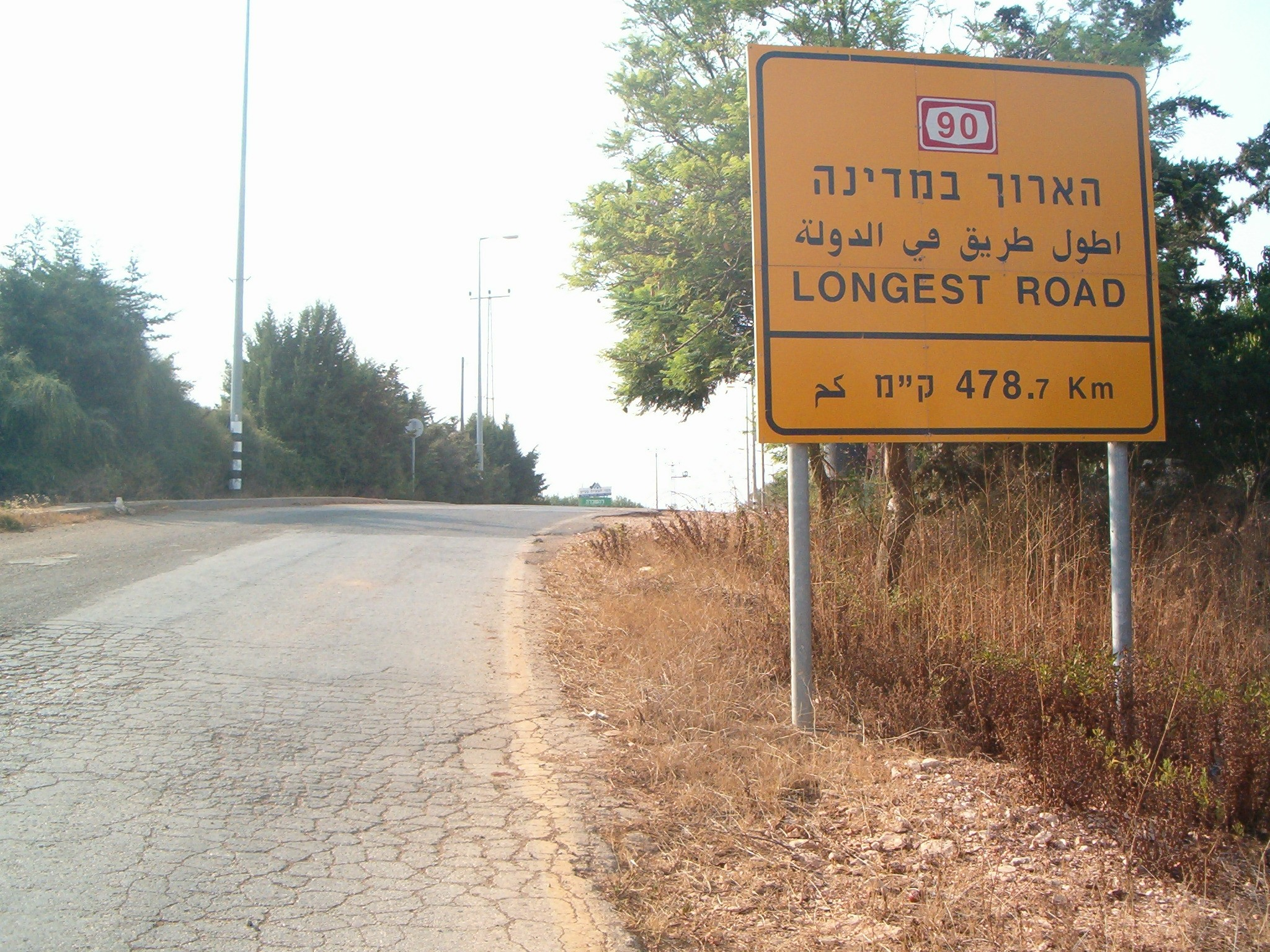
لافتة تشير أن طريق 90 هي الأطول في إسرائيل

الطريق السريع 90 في إسرائيل هو أطول الطرق في فلسطين التاريخية ، بطول يبلغ حوالي 480 كم، ويمتد من المطلة والحدود الشمالية مع لبنان، مروراً بالجانب الغربي من بحيرة طبريا عبر وادي نهر الأردن، وعلى على طول الضفة الغربية للبحر الميت (حيث يصبح أدنى طريق في العالم)، ومن ثم يمر من خلال وادي عربة وصولاً إلى إيلات وعلى الحدود الجنوبية مع مصر والبحر الأحمر.